# 杞德公
杞德公（前？年 - 前655年），一说杞惠公（《史记》记载为杞德公，《世本》和《古史考》记载为杞惠公），是杞国的第8任君主，杞共公之子，继承其爵位。在位18年，传于其子杞成公。
《史记》记载杞德公传于其弟杞桓公，根据考证，德公（惠公）生杞成公和桓公，桓公是成公之弟，《史记》记载缺失了一环。